# ササガワ
株式会社ササガワは、日本の文具メーカー。本社は大阪市中央区南船場で、東京にも営業所を置く。タカ印のブランドで知られる紙製品の大手で、慶弔用品のほか、POP用紙やラッピング用品を扱う。特に商業用のPOP用品やラッピング用品に強みを持つ。

## 主な商品
- 慶弔用紙（のし紙・香典袋・金封・お年玉袋など）
- POP用品（POP用紙・ショーカード・幟・テンプレートなど）
- ラッピング用品（包装紙・リボン・メッセージカード・紙袋など）
- 賞状用紙（クリーム地）
- 荷札
- スクラッチカード
- 折り紙
- 記章

など